# Lamberto Maggiorani
Lamberto Maggiorani (Roma, Itália, 28 de Agosto de 1909 — Roma, 22 de Abril de 1983) foi um ator italiano.

## Biografia
Ele era operário em uma fábrica em Roma quando foi escolhido por Vittorio De Sica para interpretar em "Ladrões de Bicicletas", um operário em que numa cidade cheia de desempregados, tinha como única arma para conseguir emprego a sua velha bicicleta.
Depois de rodar o filme ele voltou a trabalhar na mesma fábrica sem imaginar que a fita se tornaria um sucesso mundial e um clássico do cinema. Saiu da fábrica e foi tentar a vida como ator, realizando mais de doze filmes, mas nenhum deles obteve sucesso como "Ladrões de Bicicletas".